# ブロードソード

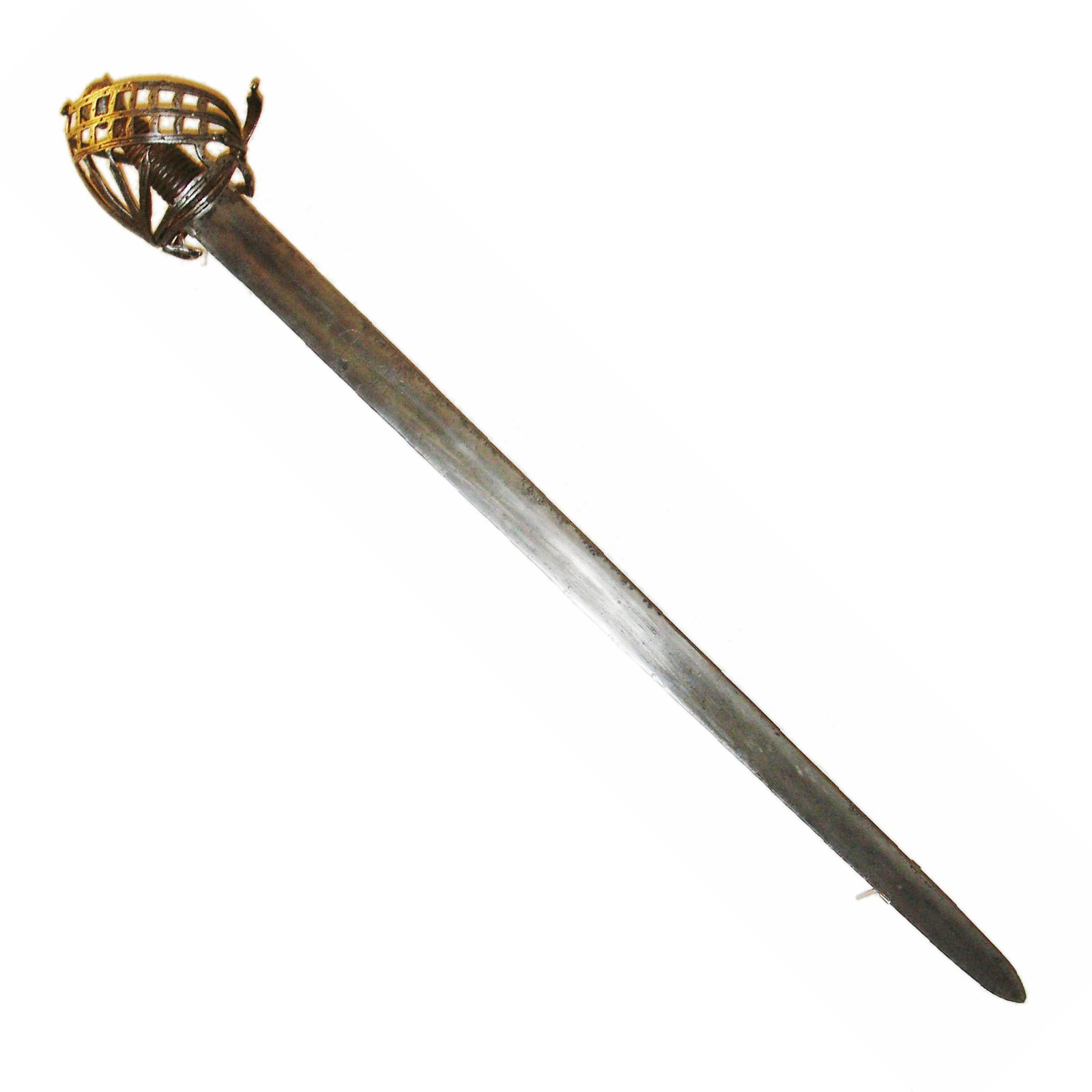
ヴェネツィアのブロードソード（17世紀）

ブロードソード（broad sword）は、17世紀に誕生した断ち切るための刀剣。「幅広の剣」という意味である。
形状はサーベルに似ており、刀身は刀剣の中では広くはないが、レイピア全盛の時代においては幅広い剣であったことからこう呼ばれる。全長は70-80cm、重量は1.1-1.4kg。手を守るためにヒルトに工夫がなされている。19世紀には騎兵用の剣として用いられるようになるが、サーベルのように突撃に使用されるのでなく、切り合ったりすれ違いざまに攻撃するのに用いられた。
前述の通りあくまで“レイピアに比して幅の広い剣”であるがゲーム･アニメ作品等では多種多様な時代･文化圏の刀剣類が一同に並ぶ事などもあって「（刀剣種全体から見て）肉厚の長剣」と誤解されるような解釈がなされるケースが多いが、それは間違いである。柴田錬三郎はその作品『眠狂四郎無頼控（四）』でブロードソードに濶剣という漢字を当てはめている。